# Покинг
Покинг (њем. Pocking) град је у њемачкој савезној држави Баварска. Једно је од 38 општинских средишта округа Пасау. Према процјени из 2010. у граду је живјело 14.938 становника. Посједује регионалну шифру (AGS) 9275141.

## Географски и демографски подаци
Покинг се налази у савезној држави Баварска у округу Пасау. Град се налази на надморској висини од 323 метра. Површина општине износи 68,9 km². У самом граду је, према процјени из 2010. године, живјело 14.938 становника. Просјечна густина становништва износи 217 становника/km².

## Међународна сарадња
| Мјесто | Држава | Врста сарадње | Од    |
| ------ | ------ | ------------- | ----- |
| Метула | Израел | партнерство   | 1978. |
| Извор  |        |               |       |